# 모리스 패리시
모리스 윌리엄 패리시(Maurice William Parish, 1890년 12월 29일 ~ 1980년 1월 17일)는 대한민국 독립유공 인정을 받은 오스트레일리아의 외교관 겸 정치인이다.

## 별칭
1925년 연도말에서부터 1926년 연초까지 한 달 남짓 아일랜드 더블린 주 더블린에 잠시 거주 시절 로빈슨 피루엣(Robinson Piruet)이라는 이름으로 아일랜드 더블린 중앙행정청에 소개되었으며 1946년 6월 1일 이후 남조선 과도정부 시대 서울 미군정청에서 모리스 윌리엄(Maurice William)이라 지칭되었었고 1948년 2월 21일, 아직 미 군정 남조선 과도정부 시절의 대한민국 서울을 방문하던 시절 고운기(高雲驥)라는 한국어 이름을 사용하였다.

## 생애

### 정치 활동
호주 남쪽 지역의 애들레이드 부농(富農) 집안에서 오스트레일리아인 아버지와 미국 플로리다 주 탤러해시 출신인 미국인 어머니 사이에서 출생하였다. 그의 외가도 미국 플로리다 주 탤러해시의 부농(富農) 집안이었다.
오스트레일리아 애들레이드에서 출생하였으며 지난날 한때 미국 플로리다주 탤러해시를 거쳐 오스트레일리아 캔버라에서 잠시 유아기를 보낸 적이 있는 그는 1909년에서부터 1914년까지 그도 향리에서 농부로써 지냈었고 1914년 오스트레일리아 정치 분야에 첫 입문하였으며 그 후 정치가 겸 외교관 활동하였다.

### 대한제국 독립 운동 지원 관련 활동
1942년 1월, 미국에서 한미협회 회원으로 활동하며 1942년 3월 1일 워싱턴 한인자유대회, 1942년 8월 9일 대한인국민회 상항지방회 주최 환영식 등에 참석하여 대한제국(조선)의 독립을 지지하는 연설을 하고 1942년 5월, 미국 뉴욕에서 대한제국 관련 선전회를 개최하였다.

## 서훈
1950년 3월 1일, 대한민국 정부에서 수여하는 대한민국 건국훈장 독립장을 받았다.